# Élections silencieuses de 1939
Les élections silencieuses de 1939 sont des élections législatives ayant eu lieu le 4 avril 1939 au Liechtenstein. Dans un contexte de montée de la menace nazie tant extérieure qu'intérieure, les partis au pouvoir rendirent légales des élections sans suffrage, d'où le surnom d'« élections silencieuses ».

## Contexte

### Remise en question du système majoritaire
Monarchie constitutionnelle organisée sous la forme parlementaire depuis les constitutions de 1862 et de 1921, le Liechtenstein passe au suffrage universel direct en 1918. Deux partis se succèdent alors au pouvoir : le Parti social-chrétien du peuple et le Parti progressiste des citoyens.
Lors des élections liechtensteinoises de 1930, cependant, le Parti progressiste des citoyens remporte la totalité des quinze sièges du Landtag, le parlement monocaméral. Il s'ensuit un débat sur le passage à un système de représentation proportionnel.
Lors des élections de 1932, néanmoins, le Parti social-chrétien du peuple regagne deux sièges de députés puis fusionne avec une partie du jeune Service liechtensteinois pour la patrie pour former l'Union patriotique, qui remporte quatre sièges lors des élections de 1936. Après l'échec d'un référendum en 1935, la question d'un passage à la proportionnelle est reléguée au second plan.

### Menaces extérieures et intérieures
Micro-État germanophone de 160 km2 niché entre la Suisse et l'Autriche, le Liechtenstein voit son voisin autrichien être incorporé au sein de l'Allemagne Nazi en 1938 lors de l'Anschluss. Du jour au lendemain, le pays se retrouve avec une frontière commune avec le Troisième Reich, dont la politique affichée de réunion de toutes les populations de langue allemande en fait une cible potentielle.
Un parti d'obédience nazi, le Mouvement du peuple allemand au Liechtenstein (en allemand : Volksdeutsche Bewegung in Liechtenstein) est fondé cette année-là. Fort de 150 à 250 membres sur une population totale d'un peu moins de 11 000 habitants pour 3 000 électeurs potentiels, il représente rapidement une menace pour le gouvernement.
L'idée qu'un seul parti, cette fois-ci remettant en cause l'existence même de l'État, puisse à nouveau contrôler l'ensemble du Parlement, remet au goût du jour la possibilité d'un passage à un système proportionnel pour les élections au Landtag. Les opposants à cette réforme avancent cependant qu'elle rendrait légitime le MPAL et le renforcerait en lui attribuant un ou plusieurs députés.

### Modification de la loi électorale
L'UP et le PPC, seuls partis représentés au Parlement, forment alors pour la première fois une coalition et mettent en place un compromis. Une nouvelle loi électorale est votée le 11 janvier 1939, instituant un système de vote proportionnel. Le seuil électoral de représentativité est fixé à 18 %, empêchant tout parti au score inférieur lors des élections d'entrer au parlement.
Une clause permettant la non-tenue d'élection au suffrage direct est également ajoutée dans la loi électorale.
L'article 30 paragraphe 2 dispose en effet : « Si un ou plusieurs partis, composant un minimum de 80 % des votes déposés lors des élections législatives précédente, forment une liste commune de candidats, ceux-ci sont, excluant les autres candidats proposés par d'autres partis, déclarés élus, si moins de 400 personnes inscrites sur les listes électorales ne s'y opposent par écrit dans un délai de 14 jours. »

## Événements de mars
C'est dans ce contexte qu'ont lieu en mars 1939 ce qui sera qualifié de deux tentatives de coup d'État. Des militants du Mouvement du peuple allemand au Liechtenstein brûlent plusieurs drapeaux à croix gammée dans l'espoir de provoquer une réaction du gouvernement allemand, puis déclarent l'Anschluss du pays, espérant faire écho aux récents événements en Autriche voisine. Les dirigeants du Mouvement du peuple allemand au Liechtenstein sont aussitôt arrêtés et le parti dissous.

## Réactions et mise en place des élections silencieuses
L'article 30 est utilisé par la coalition au pouvoir : le Parti progressiste des citoyens et l'Union patriotique présentent une liste de candidats le 17 mars 1939 se répartissant les quinze sièges. Le PPC, vainqueurs des précédentes élections, en obtient 8 et l'UP, 7.
En parallèle, la coalition des deux partis met en place une collecte de signatures pour une pétition citoyenne réaffirmant l'indépendance et l'auto-gouvernance de leur pays sous la dynastie des Liechtenstein, et s'opposant à toute changement de direction en matière de politique ou d'économie. La pétition rassemble les signatures de 95,4 % des inscrits. Le reste des non-signataires ne regroupe ainsi que moins de 400 inscrits, même si rien n’empêche alors les signataires de s'opposer également au recours à l'article 30.

### Résultats
| Parti | Parti                                 | Voix | % | +/- | Sièges | +/-           |
| ----- | ------------------------------------- | ---- | - | --- | ------ | ------------- |
|       | Parti progressiste des citoyens (FBP) | –    | – | –   | 8      | 3             |
|       | Union patriotique (VU)                | –    | – | –   | 7      | 3             |
|       |                                       |      |   |     |        |               |
| TOTAL | TOTAL                                 | –    | – | –   | 15     | en stagnation |

Le nouveau parlement prend ses fonctions le 13 avril 1939 en présence du Prince. Josef Hoop conserve le poste de Premier ministre qu'il occupe depuis août 1928.

## Conséquences
Les élections au suffrage direct ne reprennent qu'en avril 1945. Le Parti progressiste des citoyens y remporte 8 sièges avec 1 553 votes et 54,9 % des voix, et l'Union patriotique, 7 sièges avec 1 582 votes et 45,4 % des voix.
Le Parti progressiste des citoyens et l'Union patriotique prolongèrent leur coalition sans interruption jusqu'en 1997, l'alternance aux élections modifiant lequel des deux se trouvait être le parti dominant.
Le Liechtenstein conserve à ce jour un système électoral proportionnel au Landtag. La clause d'élection silencieuse n'a jamais été réutilisée par la suite.
Le seuil de 18 % de la loi électorale de 1939 provoqua son annulation par le Conseil d'État en 1962, celui-ci le jugeant inconstitutionnel. La clause d'élection silencieuse ne fut pas conservée dans la nouvelle loi électorale. Un nouveau seuil de 8 % fut par la suite inscrit dans la constitution en 1973. Les initiatives populaires de 1992 destinées à le supprimer ont à ce jour toutes échoué.